# New Zealand Open 1987
Die New Zealand Open 1987 (auch New Zealand International 1987) im Badminton fanden Anfang September 1987 in Papakura, Auckland statt.

## Finalresultate
| Disziplin    | Sieger                        | Finalist                      | Ergebnis          |
| ------------ | ----------------------------- | ----------------------------- | ----------------- |
| Herreneinzel | Kerrin Harrison               | Glenn Stewart                 | 15–11, 15–5       |
| Dameneinzel  | Lynne Bignell                 | Toni Whittaker                | 11–7, 5–11, 11–8  |
| Herrendoppel | Kerrin Harrison Glenn Stewart | Graeme Robson Steve Wilson    | 15–12, 15–7       |
| Damendoppel  | Lynne Bignell Katrin Lockey   | Karen Lindberg Toni Whittaker | 5–15, 17–14, 15–7 |
| Mixed        | Graeme Robson Toni Whittaker  | Kerrin Harrison Katrin Lockey | 15–9, 17–15       |